# Wskaźniki okrzemkowe
Wskaźniki okrzemkowe – wskaźniki stanu ekologicznego środowiska oparte na występowaniu w nim taksonów okrzemek o znanej tolerancji ekologicznej. Wskaźniki okrzemkowe są wykorzystywane do określenia jednego parametru fizyczno-chemicznego siedliska (np. odczynu) lub do bardziej złożonego stanu ekologicznego (np. klasy jakości wód).

## Podstawy ekologiczne

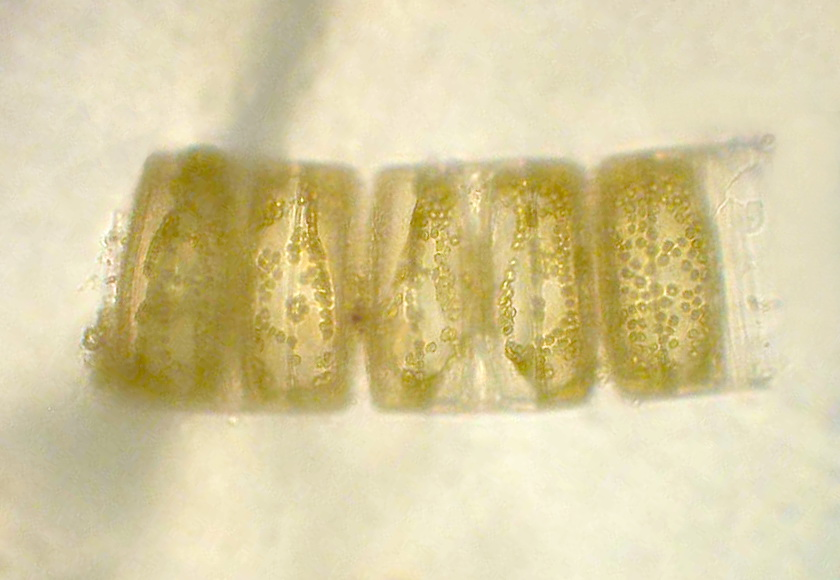
Melosira moniliformis – gatunek o wskaźnikowy dla wód o średnim do dużego zasolenia

Niektóre taksony okrzemek mając ściśle określony zakres tolerancji ekologicznej mogą być dobrymi bioindykatorami. Ze względu na trwałość skorupek mogą być wykorzystywane w badaniach paleoekologicznych do odtwarzania dawnych warunków ekologicznych. Ponieważ występowanie okrzemek w siedlisku zależy od dostępności rozpuszczalnej krzemionki, której zasoby mogą się wyczerpywać w ciągu sezonu wegetacyjnego, zalecane jest pobieranie prób zawierających okrzemki w okresie ich większego zagęszczenia. Na potrzeby monitoringu stanu jakości rzek zaleca się pobieranie prób fitobentosu przed przejściem wysokiej wody, tj. przedwiośnie lub wczesna wiosna w potokach górskich i wyżynnych, a jesień w rzekach nizinnych. W jeziorach natomiast w szczycie sezonu wegetacyjnego i nieco późniejszą jesienią.

## Stan ekologiczny i klasa jakości wód

### Podstawy prawne

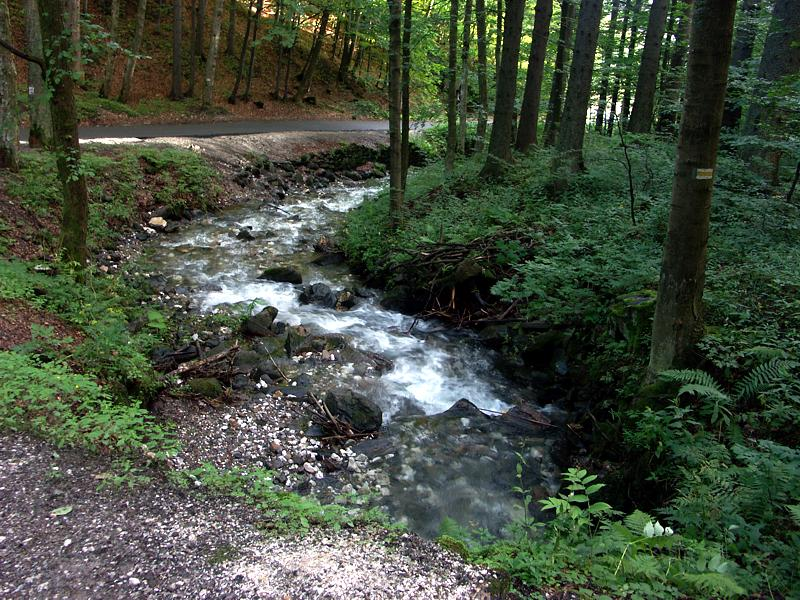
Kleśnica w pobliżu Kletna. IO=0,888 oznaczający pierwszą klasę jakości.

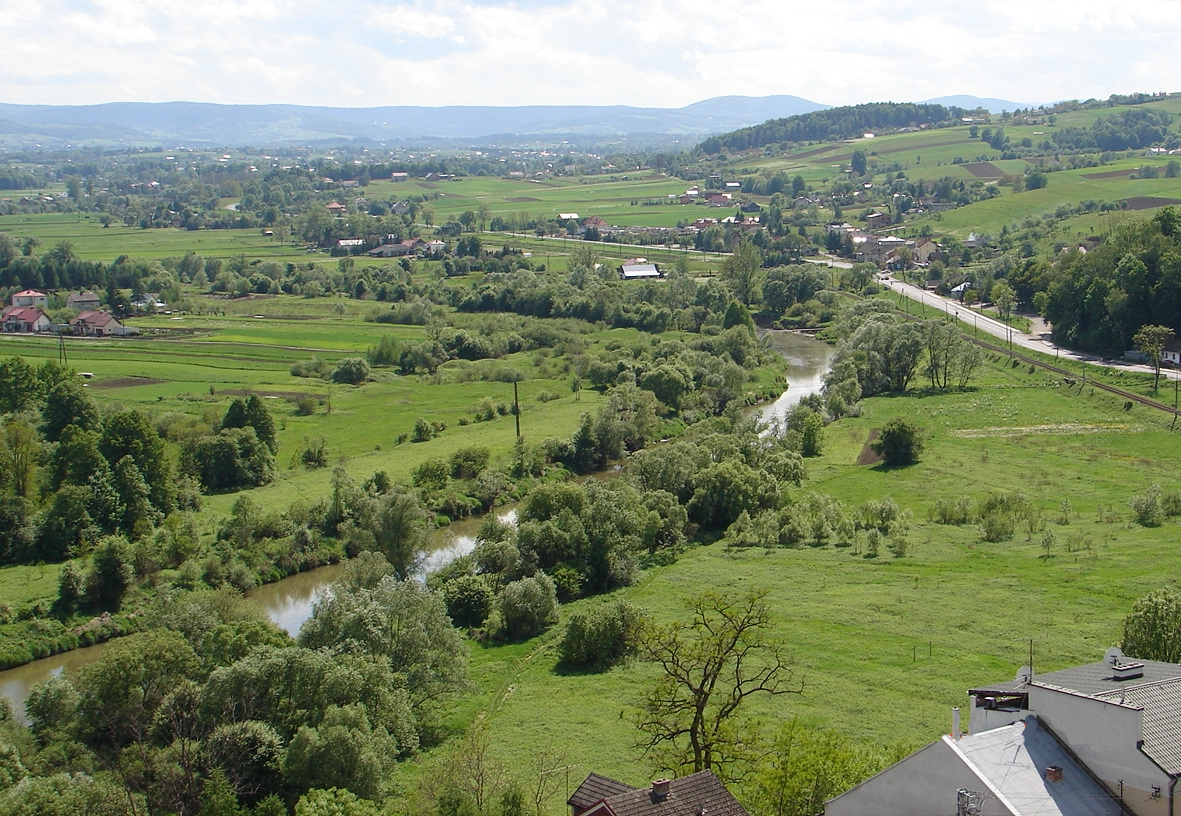
Ropa blisko ujścia do Wisłoki. IO wyznaczający słaby stan ekologiczny (mimo dobrego stanu pod względem elementów fizyczno-chemicznych).

Wskaźniki okrzemkowe (IO lub IOJ) są parametrem stosowanym do oceny stanu ekologicznego zgodnie z kryteriami Ramowej Dyrektywy Wodnej (jako wskaźnik opisujący stan fitobentosu) i jako takie są elementem monitoringu jakości wód i oceny klasy ich jakości. Ponieważ w zależności od typu cieku lub zbiornika te same wartości wskaźnika mogą oznaczać różne stany ekologiczne, wartości IO rozgraniczające klasy jakości, według Rozporządzenia Ministra Środowiska z dnia 9 listopada 2011 r. w sprawie sposobu klasyfikacji stanu jednolitych części wód powierzchniowych, są przyjmowane według niżej przedstawionych tabel:
- Dla potoków górskich (cieki typu[5] 1, 2, 3)

| Klasa jakości | Dolna granica wartości IO |
| ------------- | ------------------------- |
| klasa I       | 0,75                      |
| klasa II      | 0,55                      |
| klasa III     | 0,35                      |
| klasa IV      | 0,15                      |
| klasa V       | –                         |
- Dla potoków wyżynnych krzemianowych z substratem gruboziarnistym, potoków wyżynnych krzemianowych z substratem drobnoziarnistym, potoków wyżynnych węglanowych z substratem drobnoziarnistym, potoków wyżynnych węglanowych z substratem gruboziarnistym, małych rzek wyżynnych krzemianowych, małych rzek wyżynnych węglanowych, średnich rzek wyżynnych – zachodnich, potoków fliszowych, małych rzek fliszowych, średnich rzek wyżynnych – wschodnich, potoków nizinnych lessowych lub gliniastych, potoków nizinnych piaszczystych, potoków nizinnych żwirowych, potoków organicznych, cieków w dolinie wielkiej rzeki nizinnej (cieki typu 4, 5, 6, 7, 8, 9, 10, 12, 14–18, 23 i 26):

| Klasa jakości | Dolna granica wartości IO |
| ------------- | ------------------------- |
| klasa I       | 0,70                      |
| klasa II      | 0,50                      |
| klasa III     | 0,30                      |
| klasa IV      | 0,15                      |
| klasa V       | –                         |
- Dla rzek nizinnych piaszczysto-gliniastych, rzek nizinnych żwirowych, małej i średniej rzeki na obszarze będącym pod wpływem procesów torfotwórczych oraz cieków łączących jeziora; obszar zlewni powinien być mniejszy niż 5000 km² (cieki typu 19, 20, 24, 25):

| Klasa jakości | Dolna granica wartości IO |
| ------------- | ------------------------- |
| klasa I       | 0,65                      |
| klasa II      | 0,50                      |
| klasa III     | 0,30                      |
| klasa IV      | 0,15                      |
| klasa V       | –                         |
- dla zbiorników zaporowych (typ 0)

| Klasa jakości | Dolna granica wartości IO |
| ------------- | ------------------------- |
| klasa I       | 0,75                      |
| klasa II      | 0,65                      |
| klasa III     | 0,45                      |
| klasa IV      | 0,20                      |
| klasa V       | –                         |
- Dla jezior z wyjątkiem tych pozostających pod wpływem wód morskich oraz niestratyfikowanych jezior o współczynniku Schindlera poniżej 2 i zawartości Ca powyżej 25 mg/l (jeziora typu 1a, 1b, 2a, 3a, 3b, 5a, 6a, 6b, 7a, 7b)

| Klasa jakości | Dolna granica wartości IOJ |
| ------------- | -------------------------- |
| klasa I       | 0,80                       |
| klasa II      | 0,60                       |
| klasa III     | 0,40                       |
| klasa IV      | 0,15                       |
| klasa V       | –                          |

### Sposób obliczania

#### Cieki

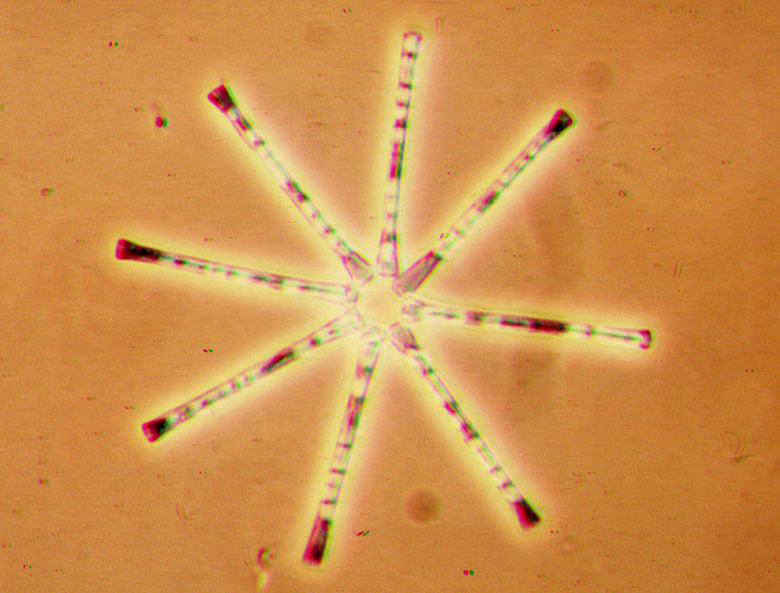
Asterionella formosa – gatunek o wartościach TI=1,8, wTI=2, SI=1,5, wSI=3, niereferencyjny dla żadnego typu cieku

Grupy cieków o różnych zestawach taksonów referencyjnych
Typy cieków określone w klasyfikacji Ministerstwa Środowiska podzielono na kilka grup (innych niż grupy, dla których wyznaczono te same przedziały klas jakości wód), dla których wyznaczono specyficzne zestawy gatunków referencyjnych, tzn. takich, których obecność świadczy o zbliżonym do naturalnego stanie ekologicznym:
- Grupa I (typy: 1, 2, 3 – potoki górskie)
- Grupa II (typ 4)
- Grupa III (typ 5)
- Grupa IV (typ 6)
- Grupa V (typy: 8, 10)
- Grupa VI (typy: 7, 9, 12, 14, 15)
- Grupa VII (typy: 16, 19, 20, 24, 25 – różne potoki i rzeki nizinne o powierzchni zlewni poniżej 1000 km²)
- Grupa VIII (typy: 19, 20, 24, 25 – różne rzeki nizinne o powierzchni zlewni powyżej 1000 km²)
- Grupa IX (typy: 17, 18, 23, 26)

Wskaźnik trofii (TI)
Stosunkowo prosty wskaźnik okrzemkowy służący do określania trofii cieków to wskaźnik trofii.
{\displaystyle \mathrm {TI} ={\frac {\sum \limits _{i=1}^{n}T_{i}\cdot wT_{i}\cdot L_{i}}{\sum \limits _{i=1}^{n}wT_{i}\cdot L_{i}}},}
gdzie:
{\displaystyle n} – liczba gatunków branych pod uwagę w badaniu,
{\displaystyle T_{i}} – wartość wrażliwości na stan troficzny taksonu {\displaystyle i,}
{\displaystyle wT_{i}} – współczynnik wagowy taksonu {\displaystyle i} (zależny od jego tolerancji ekologicznej),
{\displaystyle L_{i}} – względna obfitość taksonu {\displaystyle i} (liczba osobników taksonu {\displaystyle i} podzielona przez liczbę wszystkich zidentyfikowanych osobników).
Wskaźnik saprobii (SI)
Kolejnym wskaźnikiem okrzemkowym jest wskaźnik saprobii oceniający stan zanieczyszczenia materią organiczną. Okrzemkowy wskaźnik jest jednym z wielu opracowanych wskaźników saprobowości opartych na występowaniu różnych organizmów:
{\displaystyle \mathrm {SI} ={\frac {\sum \limits _{i=1}^{n}S_{i}\cdot wS_{i}\cdot L_{i}}{\sum \limits _{i=1}^{n}wS_{i}\cdot L_{i}}},}
gdzie:
{\displaystyle n} – liczba gatunków branych pod uwagę w badaniu,
{\displaystyle S_{i}} – wartość wrażliwości na stan zanieczyszczenia organiczne taksonu {\displaystyle i,}
{\displaystyle wS_{i}} – współczynnik wagowy taksonu {\displaystyle i} (zależny od jego tolerancji ekologicznej),
{\displaystyle L_{i}} – względna obfitość taksonu {\displaystyle i} (liczba osobników taksonu {\displaystyle i} podzielona przez liczbę wszystkich zidentyfikowanych osobników).
Wskaźnik obfitości gatunków referencyjnych (GR)
Wskaźnik ten oparty jest na występowaniu taksonów typowych dla naturalnego stanu cieku, przy czym uwzględniany jest zarówno sam skład gatunkowy, jak i obfitość konkretnych gatunków.
{\displaystyle \mathrm {GR} =\sum \limits _{i=1}^{n}tR_{i},}
gdzie:
{\displaystyle tR_{i}} – liczba osobników taksonu referencyjnego {\displaystyle i} podzielona przez liczbę wszystkich zidentyfikowanych osobników (względna obfitość).
Multimetryczny wskaźnik okrzemkowy (IO)
Trzy ww. wskaźniki łączy się w multimetryczny wskaźnik opisując w ten sposób ogólny stan ekologiczny.
Wskaźniki okrzemkowe przyjmują wartości o różnych przedziałach:
- TI=<0;4>, 0 – warunki najbardziej korzystne, 4 – najmniej korzystne warunki,
- SI=<1;4>, 1 – warunki najbardziej korzystne, 4 – najmniej korzystne warunki,
- GR= <0;1>0 – brak taksonów referencyjnych w próbie (stan najmniej korzystny), 1 – wszystkie taksony w próbie są referencyjne (stan najbardziej korzystny).

W celu porównania różnych wskaźników, dokonuje się ich statystycznej normalizacji, tak aby ich wartości mieściły się w przedziale od 0 (stan najbardziej niekorzystny) do 1 (stan najbardziej korzystny).
Znormalizowane wskaźniki:
{\displaystyle \mathrm {Z_{TI}} =1-(0,25TI),}
{\displaystyle \mathrm {Z_{SI}} =1-(0,33(SI-1).}
Ponieważ wskaźnik GR od razu ma wartości w pożądanym zakresie, nie normalizuje się go.
Ostatecznie multimetryczny wskaźnik okrzemkowy stosowany przy ocenie stanu ekologicznego i jakości wód cieków według procedur Ministerstwa Środowiska oblicza się w następujący sposób:
{\displaystyle \mathrm {IO} ={\frac {Z_{TI}+Z_{SI}+GR}{3}}.}

#### Jeziora

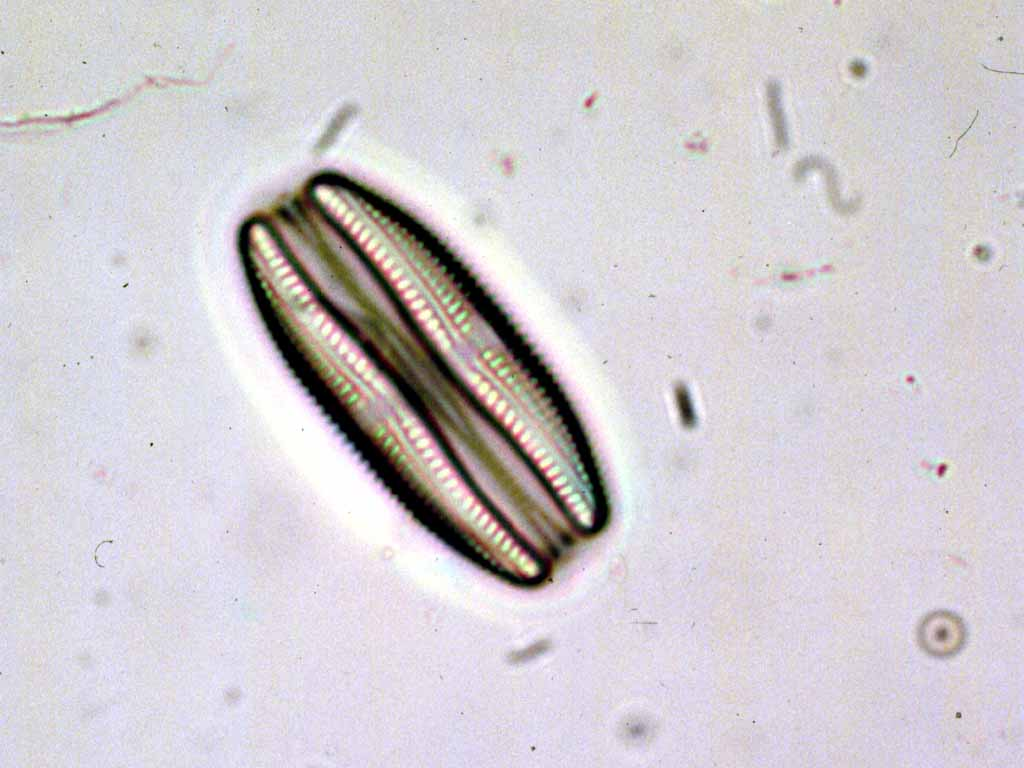
Amphora ovalis – gatunek referencyjny dla jezior grupy II, a jednocześnie degradacyjny dla jezior grupy I

W przypadku zbiorników wodnych stosowane są wskaźniki analogiczne do wskaźników stosowanych w ciekach.
Wskaźnik trofii (TJ)
{\displaystyle \mathrm {TJ} ={\frac {\sum \limits _{i=1}^{n}TJ_{i}\cdot wTJ_{i}\cdot L_{i}}{\sum \limits _{i=1}^{n}wTJ_{i}\cdot L_{i}}}{:}}
gdzie:
{\displaystyle n} – liczba gatunków branych pod uwagę w badaniu,
{\displaystyle TJ_{i}} – wartość wrażliwości na stan troficzny taksonu {\displaystyle i,}
{\displaystyle wTJ_{i}} – współczynnik wagowy taksonu {\displaystyle i} (zależny od jego tolerancji ekologicznej),
{\displaystyle L_{i}} – względna obfitość taksonu {\displaystyle i} (liczba osobników taksonu {\displaystyle i} podzielona przez liczbę wszystkich zidentyfikowanych osobników).
Proporcja gatunków referencyjnych
Proporcja ta odmiennie liczona dla jezior z różnych grup – stratyfikowanych i niestratyfikowanych:
{\displaystyle \mathrm {pGR_{I}} ={\frac {NB-(NC+ND)}{NB+NC+ND}},}
{\displaystyle \mathrm {pGR_{II}} ={\frac {(NB+NC)-ND}{NB+NC+ND}},}
gdzie:
{\displaystyle pGR} – proporcja gatunków referencyjnych,
{\displaystyle NB} – liczba taksonów referencyjnych I i II grupy jezior (np. Navicula absoluta),
{\displaystyle NC} – liczba taksonów referencyjnych II grupy jezior, a degradacyjnych I grupy jezior (np. Navicula bacillum),
{\displaystyle ND} – liczba taksonów degradacyjnych dla obu grup jezior (np. Navicula capitata),
{\displaystyle pGR=<-1;1>-1} – stan najmniej korzystny, {\displaystyle 1} – stan najbardziej korzystny
Multimetryczny wskaźnik okrzemkowy dla jezior (OIJ)
Znormalizowane wskaźniki:
{\displaystyle \mathrm {Z_{TJ}} =1-(0,25(TJ-1)),}
{\displaystyle \mathrm {Z_{pGR}} =0,5(pGR+1).}
Ostateczny multimetryczny wskaźnik okrzemkowy dla jezior oblicza się według poniższego równania:
{\displaystyle \mathrm {IOJ} ={\frac {Z_{TJ}+Z_{pGR}}{2}}{:}}
gdzie:
{\displaystyle IOJ=<0;1>0} – stan najmniej korzystny, {\displaystyle 1} – stan najbardziej korzystny.

## Odczyn
Klasyfikacja Hustedta
F. Hustedt opracował zestawienie taksonów okrzemek, które podzielił na acydobionty (np. Tabellaria binalis), acydofile (np. Fragilaria constricta), obojętne (np. Navicula cocconeiformis), alkalifile (np. Cymbella aspera) i alkalibionty (np. Nitzschia fonticola). W tym zestawie gatunki kwasolubne są najmniej liczne.
Wskaźniki Nygaarda
G. Nygaard opracował wskaźniki do zastosowań paleolimnologicznych:
{\displaystyle \mathrm {Wsk\alpha } ={\frac {5acb\%+acf\%}{5alkb\%+alkf\%}},}
{\displaystyle \mathrm {Wsk\beta } ={\frac {5acb\%+acf\%}{liczbagat.kwasolubnych}},}
{\displaystyle \mathrm {Wsk\epsilon } ={\frac {5alkb\%+alkf\%}{liczbagat.zasadolubnych}},}
gdzie:
{\displaystyle acb\%} – względny udział gatunków acydobiontycznych w całkowitej liczbie komórek,
{\displaystyle acf\%} – względny udział gatunków acydofilnych w całkowitej liczbie komórek,
{\displaystyle alkb\%} – względny udział gatunków alkalibiontycznych w całkowitej liczbie komórek,
{\displaystyle alkf\%} – względny udział gatunków alkalifilnych w całkowitej liczbie komórek.
Wskaźniki odtwarzające pH
Pod koniec XX w. algolodzy zaproponowali kilka równań, których wynik jest odtworzoną wartością pH:
R.J. Flower
{\displaystyle pH=7,82-0,037acb\%-0,035acf\%-0,013circ\%-0,015alkf\%+0,1alkb\%;}
P. Huttunen, J. Turkia
{\displaystyle pH=7,99-0,02acb\%-0,03acf\%-0,01circ\%-0,01alkf\%+0,09alkb\%;}
P. Eloranta
{\displaystyle pH=0,355+0,037acb\%+0,054acf\%+0,07circ\%+0,068alkf\%+0,094alkb\%.}

## Trofia
Prostym wskaźnikiem trofii jest jeden ze współczynników Nygaarda, Q. Jest on stosunkiem liczby gatunków z grupy Centrales (Centricae) i Pennales (Pennatae):
{\displaystyle \mathrm {Q} ={\frac {Centricae}{Pennatae}}.}
Wartość {\displaystyle Q} poniżej 0,2 oznacza oligotrofię, powyżej 0,2 – eutrofię.

### Okrzemki w indeksach złożonych
Okrzemki są uwzględniane również w innych wskaźnikach, które biorą pod uwagę taksony z różnych grup, takich jak współczynniki fitoplanktonowe lub indeks saprobów.